# Jay Spearing
Jay Spearing, né le 25 novembre 1988, est un joueur professionnel de football anglais, jouant comme milieu de terrain, reconverti comme entraîneur au centre de formation de Liverpool.

## Biographie
Spearing est le capitaine de l'équipe moins de 18 ans de Liverpool qui remporte la FA Youth Cup en 2007. Spearing est promu à Melwood durant l'été 2007, pour s'entraîner avec l'équipe première de Liverpool. Il est élu meilleur joueur au Torneo di Renate, une compétition entre équipes, comme Milan et Parme, composée de joueurs de moins de 20 ans. Il participe aussi au titre de la réserve en National League lors de la saison 2007–08.
Spearing fait ses débuts avec l'équipe première de Liverpool le 9 décembre 2008, rentrant en cours de jeu lors de la victoire 3-1 des Reds contre le PSV Eindhoven en Ligue des champions. Le 10 mars 2009, il rentre en cours de jeu à Anfield remplaçant Steven Gerrard, pour participer à la victoire 4-0 de Liverpool contre le Real Madrid en huitième de finale retour de la C1.
En mars 2010, il est prêté au club de Leicester City jusqu'à la fin de la saison 2009-2010. Il marque 1 but en 9 apparitions.
Il est titularisé pour la première fois en 2011 en championnat par Kenny Dalglish lors du déplacement au Stadium of Light de Sunderland le 20 mars 2011, pour une victoire 0-2 des Reds.
Le 31 août 2012, il est prêté une saison à Bolton.
Le 9 août 2013, il est définitivement transfèré à Bolton pour un contrat de quatre ans.
Le 4 octobre 2017, il rejoint Blackpool.
Le 5 août 2020, il rejoint Tranmere Rovers.

## Palmarès
- Finaliste de la Coupe d'Angleterre : 2012 (Liverpool FC).
- Finaliste de la EFL Trophy : 2021 (Tranmere Rovers)